# Radius 92.1
Radius 92.1 ist ein Hochschulradio an der Universität Siegen, welches terrestrisch auf der Frequenz 92,1 MHz im Stadtgebiet Siegen, über den Livestream auf der Homepage des Senders und über eine App empfangen werden kann. Sowohl die Redaktionsräume, als auch das Sendestudio befinden sich auf dem Haardter-Berg in den Gebäuden des Hölderlin-Campus der Universität Siegen. Das geplante zweite Studio und weitere Redaktionsräume am Campus Unteres Schloss sind aktuell noch nicht fertiggestellt.

## Programm
Radius 92.1 sendet rund um die Uhr, täglich 24 Stunden, 7 Tage in der Woche. Von Montag bis Donnerstag gibt es jeweils von 9 bis 12 Uhr eine live moderierte Morgensendung, das sogenannte „Wecksi(e)gnal“.
Das Programm wird zudem durch verschiedene live moderierte Magazinsendungen ergänzt. Von Montag bis Donnerstag werden in der Zeit von 17 bis 19 Uhr vier Formate ausgestrahlt: „Mediazine.FM“ ist ein Medien- und Gamingmagazin, in der „Siegplatte“ dreht sich alles um Musik, der „Kulturbeutel“ beschäftigt sich mit Kunst, Kultur, Sport und gesellschaftlich relevanten Themen und „Vertigo“ ist ein Filmmagazin, welches sich mit Filmen, Serien und der Filmwelt im Allgemeinen auseinandersetzt. Die Sendung „Logbuch“ fasst zudem die journalistisch-relevanten Themen der Woche am Donnerstag von 19 bis 20 Uhr zusammen und hält die Studierenden der Universität Siegen über die Hochschulpolitik am Laufenden.
Am Freitagnachmittag von 17 bis 18 Uhr werden die besten Beiträge, Gespräche oder auch Reportagen aus dem Radius 92.1-Programm der vergangenen Woche in einer Best-Of-Sendung namens „Z.E.U.G.S.“ (steht für: Zusätzlich Einige Undefinierte Grandiose Sachen) noch einmal präsentiert. Das Abendprogramm bietet unter der Woche verschiedene Wortsendungen (z. B. „Wort über Wort“), DJ-Sendungen (z. B. die „DJ-Zone“ oder „Nachtwandler“) und Freestyle-Sendungen (z. B. die „Hölderline“) an. Am Wochenende werden einzelne Sendungen aus der vergangenen Woche noch einmal wiederholt.
Ergänzt wird das Programm durch unmoderierte Musikstrecken, die sich im Tages- und im Nachtprogramm befinden. Die Musik reicht von bekannten zu unbekannten, von lauten zu leisen von poppigen zu rockigen Liedern. Ausnahme sind zwei Zeiten, an denen jeweils nur ein bestimmter Musikstil zu hören ist: Dienstags von 22 Uhr bis Mitternacht wird in der „Urban“-Schiene Musik aus dem Bereich Rap und RnB gespielt. Und Samstags von 20 bis 23 Uhr laufen in der „HaRoMe“-Schiene Songs aus den Genres Hard Rock und Metal.
Radius 92.1 ist ein werbefreies Programm, sendet jedoch eigene Programmhinweise, Trailer und macht Sponsoring für sendereigene Veranstaltungen wie z. B. „Rockin' Radius“ oder die „Radius Lounge“. Außerdem überträgt der Sender live von verschiedenen Veranstaltungen, die für das studentische Leben in Siegen von großer Bedeutung sind.

## Geschichte
Der Sender wurde 1991 gegründet und hieß ursprünglich Radio Sirup. Bis 1997 gab es erst alle 14 Tage, dann wöchentlich, eine im Medienzentrum der Universität Siegen produzierte Sendung im Bürgerfunk auf Radio Siegen. Das Sommersemester 2007 war der Sendestart des dreistündigen Liveprogramms von Montag bis Freitag. Die Ausstrahlung erfolgte über Livestream und terrestrisch im und um das Hölderlin-Gebäude. Im Sommersemester 2009 ging mit der Erweiterung der Frequenz auf ganz Siegen eine Neukonzeptionierung einher, und der Name wurde in Radius 92.1 geändert.

## Sound of Siegen präsentiert von Radius 92.1
Radius 92.1 entdeckt, unterstützt und bewirbt die lokale Musikszene aus dem Raum Siegen und im gesamten Siegerland und Wittgenstein. Verschiedene Bands besuchen den Sender regelmäßig und promoten dort ihre Stücke unter anderem in der Musiksendung „Siegplatte“ am Dienstagabend. Außerdem besucht Radius 92.1 verschiedene Konzerte im Sendegebiet, dem sog. „Radius“, interviewt die Bands, zeichnet die Auftritte auf und sendet sie im Programm. Zusätzlich gibt es mehrmals am Tag einen festen Platz für die Musik lokaler Künstler im Programm von Radius 92.1. Die Konzertreihe des Campusradios „Rockin' Radius“ lädt zudem mehrmals im Jahr populäre Musikgruppen aus dem Sendegebiet zu einem großen Konzert in den Siegener Vortex-Surfer-Musikclub ein. Das Konzert wird entweder live übertragen, per Podcast ins Netz gestellt oder durch verschiedene Mitschnitte im Programm ausgestrahlt.

## Freunde von Radius 92,1 e.V.
Der Förderverein „Freunde von Radius 92,1 e.V“ unterstützt die Redaktion des Campusradios Radius 92.1. Für das tägliche Liveprogramm ist die Arbeit von vielen engagierten Studierenden notwendig, als Reporter, Nachrichtenredakteur, Techniker oder als Moderator. Alle Mitarbeiter arbeiten ehrenamtlich neben ihrem Studium bei Radius 92.1. Der Förderverein versucht diese Arbeit so angenehm, wie möglich zu machen, damit sich alle Mitarbeiter voll aufs „Radio machen“ konzentrieren können. Ziele sind u. a. die Verbesserung des Redaktionsalltags (Anschaffungen), von gemeinschaftsfördernden Maßnahmen (Fahrten, Recherchebesuche), von Marketing- und PR-Maßnahmen (Promotionsmaterial, Veranstaltungen) und von Fortbildungsmaßnahmen (Seminare, Workshops), sowie die Pflege der Kooperationen mit der Universität Siegen und deren Einrichtungen. Der Förderverein ist gemeinnützig. Die Spenden und Mitgliedsbeiträge werden transparent für redaktionelle Zwecke von Radius 92.1 verwendet.